# VPREB1
VPREB1 (англ. V-set pre-B cell surrogate light chain 1) – білок, який кодується однойменним геном, розташованим у людей на короткому плечі 22-ї хромосоми. Довжина поліпептидного ланцюга білка становить 145 амінокислот, а молекулярна маса — 16 605.
| 10         |  | 20         |  | 30         |  | 40         |  | 50         |
| ---------- |  | ---------- |  | ---------- |  | ---------- |  | ---------- |
| MSWAPVLLML |  | FVYCTGCGPQ |  | PVLHQPPAMS |  | SALGTTIRLT |  | CTLRNDHDIG |
| VYSVYWYQQR |  | PGHPPRFLLR |  | YFSQSDKSQG |  | PQVPPRFSGS |  | KDVARNRGYL |
| SISELQPEDE |  | AMYYCAMGAR |  | SSEKEERERE |  | WEEEMEPTAA |  | RTRVP      |

A: Аланін

C: Цистеїн

D: Аспарагінова кислота

E: Глутамінова кислота

F: Фенілаланін

G: Гліцин

H: Гістидин

I: Ізолейцин

K: Лізин

L: Лейцин

M: Метіонін

N: Аспарагін

P: Пролін

Q: Глутамін

R: Аргінін

S: Серин

T: Треонін

V: Валін

W: Триптофан